# Cleistocactus pycnacanthus
Cleistocactus pycnacanthus är en kaktusväxtart som först beskrevs av Werner Rauh och Curt Backeberg, och fick sitt nu gällande namn av Curt Backeberg. Cleistocactus pycnacanthus ingår i släktet Cleistocactus, och familjen kaktusväxter. Inga underarter finns listade i Catalogue of Life.